# 杰夫·库克
杰弗里·詹姆斯·库克（英語：Jeffrey James Cook，1956年10月21日—），美国NBA联盟前职业篮球运动员。他在1978年的NBA选秀中第3轮第5顺位被堪萨斯城国王选中。